# 孟懿子
孟懿子（？—前481年），姬姓，魯国孟孙氏第9代宗主，名何忌，世稱仲孙何忌，谥號懿，是孟僖子的儿子，南宮敬叔的哥哥。母親泉丘人之女。
魯昭公七年（前535年），孟僖子臨終之前，讓孟懿子、南宮敬叔都要將孔子作為老師。
魯昭公二十五年（前517年），鲁昭公在郈昭伯的怂恿下，讨伐季平子，季平子被圍困在高臺上。孟懿子支持季平子，將郈昭伯斬殺於南門之西。鲁昭公流亡到齐鲁之交的郓地和乾侯。二十七年（前515），陽虎和孟懿子一起來討伐魯昭公所在的鄆地，鄆地人打算迎戰。陪同魯昭公的子家懿伯說：“天命已經在季氏很久了，恐怕難以抵擋的。”昭公的親兵果然吃了敗仗。魯定公十二年（前498年），孔子為大司寇“摄相事”，進行堕三都。三都就是季孙氏的费邑（今山东费县）、叔孙氏的郈邑（今山东东平）、孟孙氏的成邑（今山东宁阳）。三桓爲了打擊家臣勢力，都表示同意。郈邑被拆毁，费邑宰公山不狃叛亂被平定。孟懿子在郕邑宰公敛处父的勸說下，抵制堕郕邑。季孫斯和叔孫州仇轉而支持孟孫，堕三都失敗。孟懿子曾向孔子问孝，孔子曰：“无违。”（生，事之以礼；死，葬之以礼，祭之以礼。）魯哀公十四年（前481年）八月辛丑，仲孙何忌去世。